# Rivière Cupsuptic
La rivière Cupsuptic est une rivière de l'État américain du Maine, dans le nord de la Nouvelle-Angleterre.

## Géographie
La rivière prend sa source à quelques centaines de mètres au sud de la frontière du Québec, juste au sud du lac Arnold. La rivière traverse Cupsuptic Pond, le bras nord de Mooselookmeguntic Lake, qui s’écoule via d'autres lacs dans la rivière Androscoggin. Bien que courte, la rivière Cupsuptic a un bassin versant situé près de trois des plus hautes montagnes de la Nouvelle-Angleterre : Kennebago Divide, Snow Mountain et White Cap Mountain.

## Toponymie
Le nom « Cupsuptic » vient de la langue abénaquise, qui signifie « écoulement fermés vers le haut ».